# Donou Kokou
Niasidji Donou Kokou, né le 24 avril 1991, est un footballeur togolais qui joue actuellement pour les Enugu Rangers au Nigeria en tant que défenseur ou milieu de terrain.

## Carrière internationale
Kokou a disputé son premier match international avec l'équipe nationale senior, les éperviers du Togo, le 15 novembre 2011 contre la Guinée-Bissau (1-0),.

### Buts internationaux
Les scores et les résultats indiquent les buts du Togo en premier. 
| Non | Date            | Lieu                                     | Adversaire | Score | Résultat | Concurrence                                    |
| --- | --------------- | ---------------------------------------- | ---------- | ----- | -------- | ---------------------------------------------- |
| 1.  | 11 octobre 2014 | Stade national Mandela, Kampala, Ouganda | Ouganda    | 1 –0  | 1–0      | Qualification Coupe d'Afrique des Nations 2015 |